# Бастиансен, Андерс
А́ндерс Ба́стиансен (норв. Anders Bastiansen; 31 октября 1980, Осло, Норвегия) — норвежский хоккеист клуба «Фриск Аскер» и сборной Норвегии, играющий на позиции центрального нападающего, участник двух зимних Олимпийских игр.

## Карьера

### Клубная карьера
Свою карьеру хоккеиста Бастиансен начал в команде «Фриск Аскер», игравшую в норвежской элитной серии. В её составе Андерс отыграл 8 сезонов, став вместе с клубом чемпионом Норвегии сезона 2001/2002. По окончании сезона 2003/2004 Бастиансен отправился во вторую по значимости лигу в Швеции. По ходу сезона 2005/2006 Бастиансен перешёл в клуб Элитной серии Швеции «Мура». Здесь он отыграл три сезона, после чего перешёл в состав более сильной шведской команды «Ферьестад». В клубе из Карлстада Андерс отыграл 6 сезонов, за время которых сумел с командой дважды завоевать чемпионский титул. Сезон 2014/2015 Бастиансен провёл в Австрии в клубе «Грац Найнти Найнерс». Летом 2015 года Андерс принял решение вернуться в Норвегию и вновь начать выступать за «Фриск Аскер».

### Международная карьера
В составе молодёжной сборной Норвегии Бастиансен принял участие в двух чемпионатах мира в группе B. Свои выступления за основную сборную Андерс начал в 2005 году. За сборную Бастиансен выступал на 10-ти чемпионатах мира элитной группы. Дважды Бастиансен принимал участие в зимних Олимпийских играх, отыграв в общей сложности 7 матчей, в которых забросил одну шайбу.

## Статистика
| Легенда | Легенда                    | Легенда | Легенда                   | Легенда | Легенда    |
| ------- | -------------------------- | ------- | ------------------------- | ------- | ---------- |
| И       | Количество проведённых игр | Штр     | Штрафное время            | +/−     | Плюс-минус |
| Г       | Голы                       | П       | Голевые передачи          | О       | Очки       |
| -       | Статистика неизвестна      | —       | Статистика не учитывалась |         |            |

### Клубная карьера
- a В «Плей-офф» учитывается статистика игрока в Квалификационном турнире Аллсвенскан.
- b В «Плей-офф» учитывается статистика игрока в Квалификационном турнире Элитной серии.

## Достижения

### Командные
Норвегия
- Победитель первого дивизиона чемпионата мира (1): 2005

 Фриск Аскер
- Чемпион Норвегии (1): 2001/02

 Ферьестад
- Чемпион Швеции (2): 2008/09, 2010/11
- Серебряный призёр чемпионата Швеции (1): 2013/14

### Личные
Норвегия
- Игрок года в Норвегии (2): 2006/07, 2010/11